# Zhenda Daojiao
Zhenda Daojiao (chinesisch 真大道敎) ist eine Schule des Daoismus. Liu Deren gründete diese Schule im Jahr 1142. Zhenda Daojiao bezieht sich auf die Ideale des Wu wei, Altruismus und Genügsamkeit, die auf dem Daodejing basieren. Dabei soll Böses vermieden und die Bemühung um das Gute praktiziert werden. Diese Schule des Daoismus weist einen großen Einfluss des Konfuzianismus auf und magische Praktiken sowie Verlängerung des Lebens spielen hier keine Rolle. Die Hochzeit dieser Schule lag im 13. Jahrhundert, danach ging sie jedoch schnell unter.